# Qu'est-ce qui fait pleurer les blondes ? (chanson)
Singles de Sylvie Vartan
Danse-la chante-la
(1975) L'amour c'est comme les bateaux
(1976)
Clip vidéo
[vidéo] « Qu'est-ce qui fait pleurer les blondes ? (Archive INA, 1985) », sur YouTube
Qu'est-ce qui fait pleurer les blondes ? est une chanson de Sylvie Vartan. Elle est sortie en 1976 en single 45 tours et sur son album Qu'est-ce qui fait pleurer les blondes ?.
Il s'agit de l'adaptation en français, par Pierre Delanoë,  de la chanson Ride the Lightning par le chanteur sud-africain John Kongos.

## Performance commerciale
La chanson Qu'est-ce qui fait pleurer les blondes ? a été classé numéro un des ventes de singles en France pendant deux semaines consecutives (en février–mars 1976).

## Listes des pistes
Single 7" 45 tours (1976, France etc.)
A. Qu'est-ce qui fait pleurer les blondes ? (3:09)
B. La Lettre (3:17)

## Classements
| Classement (1976)          | Meilleure position |
| -------------------------- | ------------------ |
| France (ventes de singles) | 1                  |

## Version originale de John Kongos
La chanson Ride The Lightning a été écrite par le chanteur sud-africain John Kongos et Peter Leroy et initialement enregistrée par John Kongos. Elle est sortie en single en 1975.

## Liste des pistes
Single 7" 45 tours Cube Records BUG 58 (1975, Royaume-Uni)
A. Ride the Lightning (4:04)
B. I Won't Ask You Where You've Been (4:30)